# Sparatoria dell'FBI a Miami del 1986
La sparatoria dell'FBI a Miami del 1986 avvenne l'11 aprile 1986 nella Contea di Miami-Dade (Florida, Stati Uniti; la zona esatta fu incorporata in Pinecrest nel 1996), quando un piccolo gruppo di agenti FBI in borghese tentò di catturare William Russell Matix e Michael Lee Platt, sospettati di aver compiuto una serie di crimini violenti nell'area metropolitana di Miami e dintorni. Sebbene avessero parzialmente circondato i sospetti dopo averli fatti allontanare da una strada locale, gli agenti coinvolti capirono ben presto che la loro dotazione era inadeguata rispetto alle armi che Matix e Platt avevano nel loro veicolo. Durante lo scontro a fuoco che ne seguì, Platt in particolare fu in grado di rispondere ripetutamente al fuoco nonostante avesse subito diversi colpi. Due agenti speciali morirono per le ferite riportate, mentre altri cinque agenti furono feriti da colpi di arma da fuoco. La sparatoria si concluse con l'uccisione di Matix e Platt.
Il conflitto a fuoco è noto come uno degli episodi più violenti nella storia dell'FBI e viene spesso studiato nei corsi di formazione delle forze dell'ordine. L'entità della sparatoria portò all'introduzione di pistole più efficaci, in particolare il passaggio dai revolver alle semiautomatiche, nell'FBI e in molti dipartimenti di polizia degli Stati Uniti.

## Antefatto

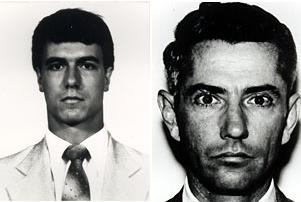
Jerry Dove (sinistra) e Ben Grogan, gli agenti speciali FBI uccisi nella sparatoria

Michael Lee Platt, nato il 3 febbraio 1954, e William Russell Matix, nato il 25 giugno 1951, si incontrarono mentre prestavano servizio nello U.S. Army presso Fort Campbell, Kentucky.
Matix dapprima era stato nello U.S. Marine Corps dal 1969 to 1972, lavorando come cuoco (MOS 3371) alla mensa ufficiali nelle Hawaii (1970-1971) e ad Okinawa (1971-1972). Fu congedato con un buono stato di servizio il 7 luglio 1972, ottenendo il grado di sergente. Nel 1973 si arruolò nello U.S. Army e prestò servizio nella polizia militare presso la 101st Airborne Division a Fort Campbell, Kentucky. Operò come Military Police Officer e Squad Leader; Guard Supervisor per il Post Stockade e da ultimo Patrol Supervisor, prima di essere congedato onorevolmente il 9 agosto 1976.
Platt si arruolò nell'esercito il 27 giugno 1972 come fante. Mentre faceva l'addestramento di base, Platt si iscrisse all'Army Airborne Ranger Training ed entrò alla Air Assault School di Fort Campbell, Kentucky. Terminato quel corso, Platt fu assegnato all'unità di polizia militare. In detto reparto incontrò Matix, divenendo suo collega. Nello stesso frangente conobbe la sua prima moglie, Regina Lylen. Fu congedato onorevolmente nel 1979.
Entrambe le prime mogli dei due uomini fecero una morte violenta. La moglie di Matix, Patricia Mary Buchanich, e una sua collega, Joyce McFadden, ambedue ricercatrici oncologiche, furono ritrovate morte pugnalate il 30 dicembre 1983 al Riverside Methodist Hospital di Columbus (Ohio), loro posto di lavoro. I cadaveri giacevano nel laboratorio dell'ospedale. Erano state legate, imbavagliate e sgozzate. Matix avrebbe detto agli investigatori di aver sospettato che Platt avesse una relazione con sua moglie. Matix fu sospettato per i due omicidi ma non venne mai incriminato.
Dopo la morte della moglie, Matix si trasferì in Florida come proposto da Platt, e i due fondarono la Yankee Clipper Tree Trimming Service, un'impresa di giardinaggio e manutenzione del verde. Nel maggio 1985 Matix sposò Christy Lou Horne, che lasciò la casa due mesi dopo, quando Matix si infuriò scoprendo che lei era incinta. Avrebbe dato alla luce loro figlio dopo la morte di Matix.
Il 21 dicembre 1984 la moglie di Platt, Regina, da lui sposata nove anni prima, fu trovata morta per una singola scarica di fucile a canna liscia alla bocca. Il suo decesso fu ritenuto un suicidio. Sposò la seconda moglie, Brenda Horne, nel gennaio 1985.
Prima di lanciarsi nella loro improvvisa ridda di delitti, Platt e Matix non avevano precedenti penali.
Il 5 ottobre 1985 Platt e Matix uccisero il venticinquenne Emilio Briel che stava facendo tiro a segno in una cava di pietra. I due rubarono l'auto di Briel e la usarono per commettere parecchie rapine. Il 10 ottobre 1985, cinque giorni dopo aver ucciso Briel, Platt e Matix tentarono di rapinare un blindato portavalori Wells Fargo che stava servendo un supermercato Winn-Dixie. Dopo aver ordinato ad una guardia giurata di stare immobile, uno dei due le sparò alla gamba con un fucile a pompa mentre l'altro sparava con una pistola ed un'arma lunga dal veicolo trafugato. Altre due guardie risposero al fuoco, ma né Platt né Matix fu ferito. Nella maldestra impresa non fu sottratto denaro, ma la guardia che aveva subito la fucilata morì in seguito per la ferita. Poche settimane dopo, i due svaligiarono la Professional Savings Bank a Miami, prendendo 41 469 dollari da tre borse di contante che la Wells Fargo Armored Car Company aveva consegnato quel giorno stesso.
Ripresero le rapine il 10 gennaio 1986, attaccando un corriere Brink's mentre apriva la porta posteriore del blindato presso la Barnett Bank di Miami. Iniziarono sparando alla schiena della guardia con un fucile a pompa di grosso calibro. Avvicinatisi al malcapitato, lo colpirono di nuovo con un'arma di tipo militare in calibro .223, descritta dai testimoni come un fucile AR-15 o tipo M-16 a fuoco rapido. Successivamente fuggirono con 54 000 dollari sulla Chevrolet sottratta ad Emilio Briel. Un normale cittadino li seguì dal teatro criminoso, vedendo che lasciavano l'auto scambiandola con un pick-up Ford F-150 bianco, ma perse il contatto subito dopo. La guardia sopravvisse all'agguato, ma aveva più di 100 pallettoni di fucile nel corpo.
Il 12 marzo rapinarono Jose Collazo sparandogli mentre faceva tiro a segno in una cava di pietra presso Florida Everglades, e, credutolo morto, presero la sua Chevrolet Monte Carlo nera. Collazo invece sopravvisse alla sparatoria e percorse tre miglia (poco meno di 5 km) a piedi per cercare soccorso.
La settimana dopo, 19 marzo 1986, alle 09:30, portando un fucile a canne mozze e un'arma lunga tipo guerra, forse un Ruger Mini-14, rapinarono la filiale Barnett Bank. Era la stessa banca presso cui avevano aggredito il corriere Brink's pochi mesi prima. Rubarono 8 338 dollari, allontanandosi sulla vettura di Collazo.

## La sparatoria

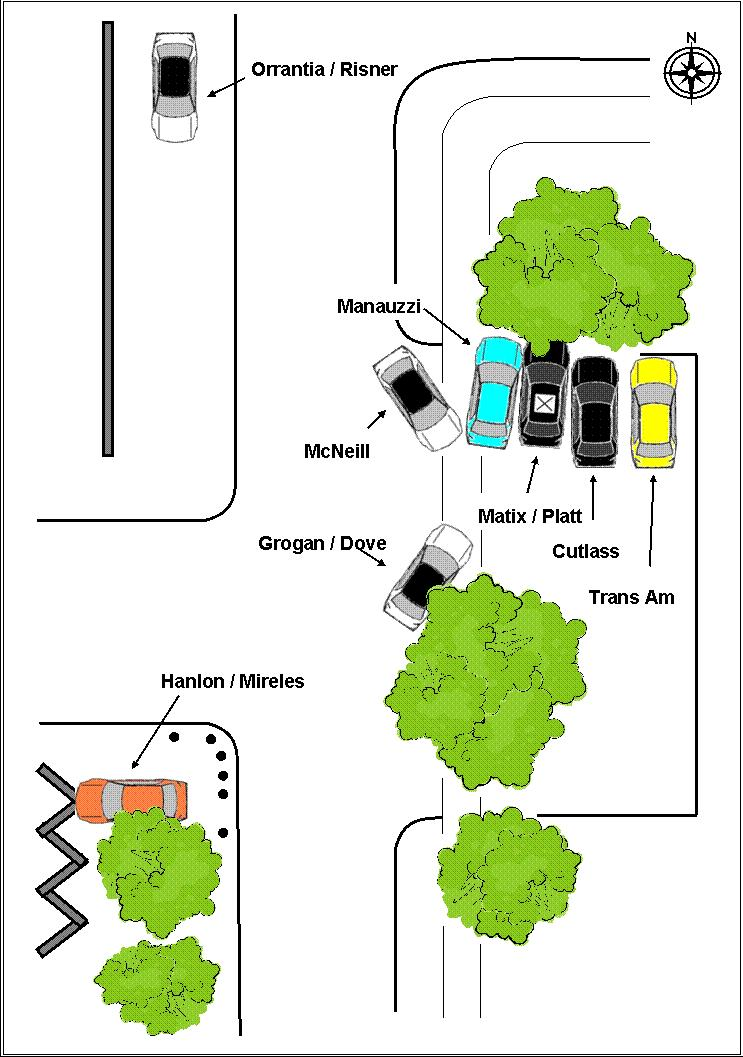
Posizioni relative dei veicoli FBI e dei sospetti che erano stati fermati presso il civico 12201 di Southwest 82nd Avenue, Pinecrest, Dade County, Florida. Illustrazione non in scala.

Alle 08:45 di venerdì 11 aprile 1986, una squadra di agenti FBI guidata dallo Special Agent Gordon McNeill si radunò presso la Home Depot per iniziare una perlustrazione volta ad individuare la Chevrolet Montecarlo del 1979 (rubata a Collazo). Gli agenti non conoscevano l'identità dei sospetti in quel momento. Lavoravano sull'intuizione che la coppia avrebbe tentato una rapina quel mattino. Partecipavano alla ricerca 14 agenti FBI su 11 vetture. Otto di questi agenti furono coinvolti nella sparatoria ed erano così dispiegati:
- Supervisory Special Agent Gordon McNeill (20 anni di esperienza)
- Special Agent Richard Manauzzi (15 anni di esperienza)
- Special Agent Benjamin Grogan (25 anni di esperienza), con lo Special Agent Jerry Dove (4 anni di esperienza)
- Special Agent Edmundo Mireles Jr.,[12] con lo Special Agent John Hanlon (23 anni di esperienza)
- Special Agent Gilbert Orrantia (4 anni di esperienza), con lo Special Agent Ronald Risner (18 anni di esperienza).

Verso le 09:30 gli agenti Grogan e Dove avvistarono il veicolo sospetto e iniziarono a seguirlo. Furono raggiunti da altre due auto che partecipavano all'operazione, e ad un certo punto tentarono di eseguire un fermo dei sospetti, che furono spinti fuori strada dopo essere stati speronati dalle macchine degli agenti FBI Grogan/Dove, Hanlon/Mireles, e Manauzzi. Queste collisioni mandarono il muso del veicolo sospetto prima contro un albero in un piccolo parcheggio di fronte ad una casa al civico 12201 della Southwest 82nd Avenue, stretto tra un'auto in sosta (sul suo lato passeggero) e quella di Manauzzi sul lato guida.
Degli otto agenti intervenuti, due avevano fucili a canna liscia Remington 870 nei loro veicoli (McNeill e Mireles), tre erano armati di pistole semiautomatiche Smith & Wesson 459 9 mm (Dove, Grogan, e Risner), e il resto (sei) erano armati di rivoltelle Smith & Wesson: due avevano armi .357 Magnum e cinque .38 Special. Due degli agenti avevano revolver .38 Special di riserva (Hanlon e Risner); entrambi si sarebbero trovati ad usarli in qualche fase del combattimento.
La collisione iniziale che sospinse l'auto dei sospetti fuori strada causò alcuni problemi imprevisti per gli agenti, dato che i veicoli FBI erano usciti piuttosto malconci dal cozzo con il mezzo più vecchio e più pesante condotto da Matix. Un attimo prima di speronare la Monte Carlo, Manauzzi aveva estratto la sua rivoltella di servizio e l'aveva appoggiata al sedile prevedendo una sparatoria, ma apparentemente questo accorgimento non gli giovò.
Hanlon perse la sua rivoltella di servizio .357 Magnum nell'urto iniziale, ma riuscì comunque a combattere con la sua arma di riserva, una Smith & Wesson 36. La collisione fece anche cadere gli occhiali di Grogan, e si ipotizza che la sua vista fosse così scarsa da impedirgli di agire efficacemente (un'affermazione contestata dal direttore medico dell'FBI, secondo cui la vista di Grogan "non era così male"). A Grogan è attribuito il primo colpo andato a segno del conflitto, che ferì Matix all'avambraccio mentre si sporgeva dalla Monte Carlo per sparare col fucile a pompa su Grogan e Dove.
Manauzzi non riuscì ad afferrare la sua rivoltella e fu ferito a testa e schiena da una scarica di fucile a pompa, presumibilmente esplosa da Matix. McNeill sparò sopra al cofano della macchina di Manauzzi ma fu ferito dal fuoco di reazione di Platt. Platt poi sparò col suo fucile rigato a Mireles che stava attraversando di corsa la strada per intervenire nella lotta. Mireles riportò una brutta ferita all'avambraccio sinistro. Platt poi si tolse dal finestrino, dando a Matix l'opportunità di sparare. A causa delle deformazioni di carrozzeria provocate dallo scontro, Matix poteva aprire la porta solo parzialmente, e sparò una cartuccia a pallettoni verso Grogan e Dove, colpendo il loro veicolo. Matix allora fu colpito all'avambraccio destro. McNeill rispose al fuoco con sei colpi del suo revolver, attingendo Matix con due pallottole a testa e collo. Matix fu apparentemente stordito dai colpi e non sparò più. McNeill allora fu ferito alla mano, e perciò — anche a causa del sangue penetrato nelle camere di sparo del revolver — non riuscì a ricaricare.
Quando Platt saltò fuori dal finestrino lato passeggero, una pallottola 9 mm sparata da Dove trapassò la porzione più alta del suo braccio destro e penetrò nel petto, fermandosi qualche cm dal cuore. L'autopsia rilevò che il polmone destro di Platt era collassato e la sua cavità toracica conteneva 1,3 l di sangue (emotorace), il che lascia supporre un danno ai principali vasi sanguigni del polmone destro. Delle sue molte ferite da arma da fuoco, si pensa che questa sia stata la causa primaria del successivo decesso di Platt. L'auto si era andata a fermare contro un veicolo parcheggiato, perciò Platt fu costretto a scavalcare il cofano di detto mezzo, una Oldsmobile Cutlass. Nel compiere questo gesto, fu raggiunto da altri due spari, alla coscia destra e al piede sinistro. Si ritenne che i proiettili fossero stati tirati da Dove.
Platt scelse una posizione presso il parafango anteriore lato passeggero della Cutlass. Sparò con una rivoltella .357 Magnum contro gli agenti Ronald Risner e Gilbert Orrantia, e ricevette un quarto colpo mentre si volgeva a sparare contro Hanlon, Dove, e Grogan. L'ogiva, partita dal revolver di Orrantia, penetrò nell'avambraccio di Platt, fratturò il radio e uscì dall'avambraccio. La ferita fece sì che Platt lasciasse cadere la rivoltella. Si è ritenuto che Platt venisse colpito una quinta volta poco dopo, in questo caso per mano di Risner. La pallottola penetrò la porzione superiore del braccio destro di Platt, uscì sotto l'ascella e gli entrò nel torso, fermandosi sotto la scapola. Non era una ferita seria.
Platt sparò un colpo dal suo Ruger Mini-14 contro la posizione di Risner e Orrantia (ferendo quest'ultimo con schegge create dal passaggio del proiettile), e altri due colpi contro McNeill. Un colpo raggiunse McNeill al collo, facendolo collassare e lasciandolo paralizzato per alcune ore. Platt allora apparentemente appoggiò il Mini-14 contro la spalla usando la mano sinistra, rimasta illesa in quel momento.

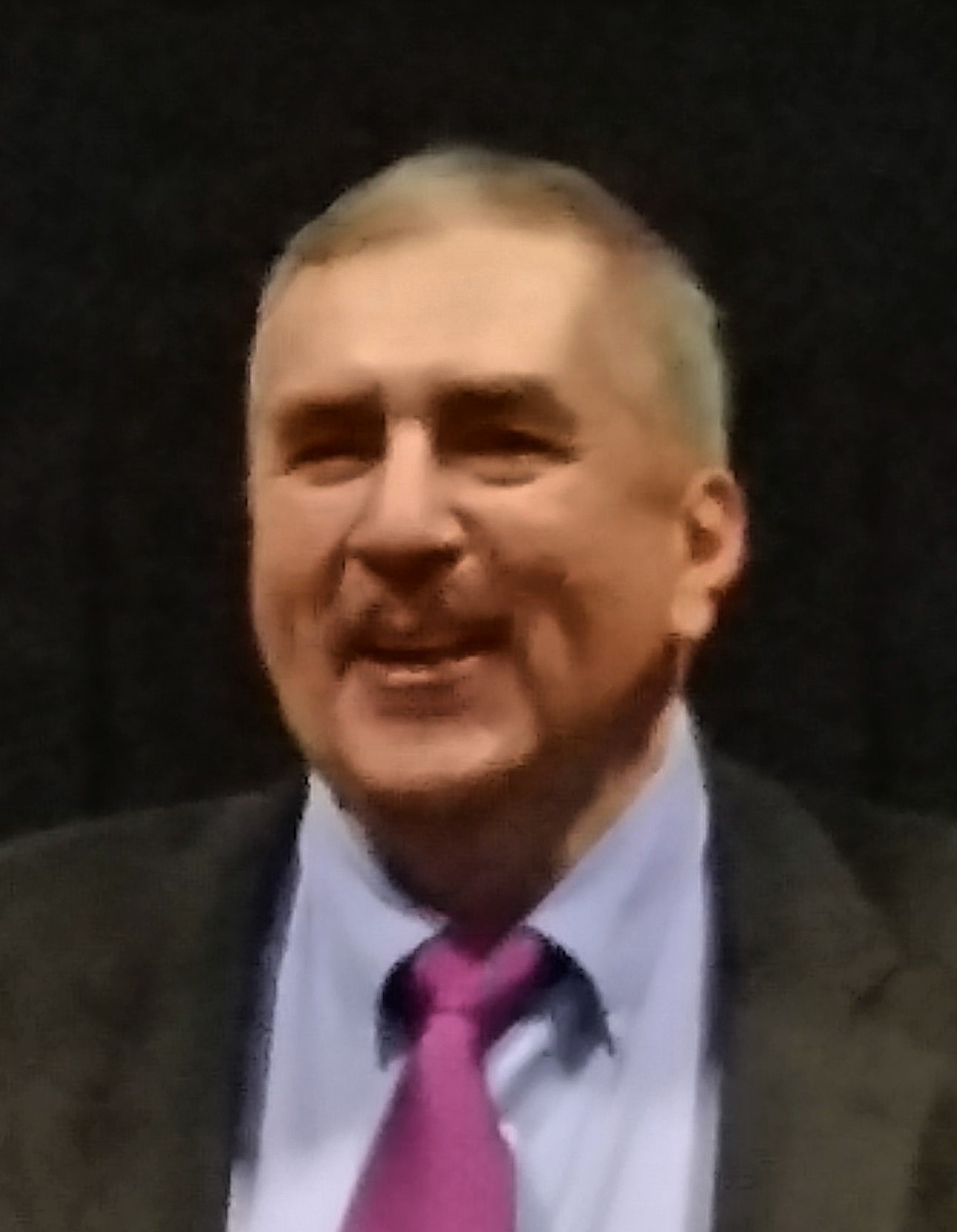
Ed Mireles ottenne la Medal of Valor FBI per avere ucciso entrambi i sospetti, pur essendo gravemente ferito a propria volta.

La pistola 9 mm di Dove aveva smesso di funzionare dopo essere stata colpita da uno dei proiettili di Platt. Hanlon sparò a Platt e fu colpito alla mano mentre ricaricava. Grogan e Dove erano inginocchiati lungo il lato guida della loro auto. Erano occupati entrambi nel tentativo di rimettere in ordine la pistola di Dove e non si accorsero che Platt si avvicinava loro pericolosamente. Platt aggirò la coda della loro macchina e uccise Grogan con un colpo al petto, sparò a Hanlon nella zona inguinale, e poi uccise Dove con due colpi in testa. Platt allora entrò nell'auto di Grogan e Dove in un apparente tentativo di abbandonare il teatro dello scontro. A quel punto, Mireles, in grado di usare un solo braccio, sparò la prima delle cinque cartucce contenute nel suo fucile a pompa, ferendo Platt ad ambedue i piedi. In un momento sconosciuto, Matix era tornato cosciente e raggiunse Platt in auto, entrando dalla porta del passeggero. Mireles sparò altri quattro colpi a Platt e Matix, ma andarono a vuoto.
Più o meno al contempo arrivarono gli agenti Rick Frye, Leonard Figueroa e Martin Heckman del Miami-Dade Police Department. Heckman fece scudo col proprio corpo a quello paralizzato di McNeill.
Non sono ben chiare le azioni di Platt in questa fase del conflitto. Un testimone "civile" riferì che Platt lasciasse l'auto, camminasse per circa 20 piedi (sei metri) e sparasse a Mireles tre volte a distanza ravvicinata. Mireles non ricorda questo evento. L'agente Heckman non ricorda che Platt lasciasse l'auto di Grogan/Dove. Risner e Orrantia, che osservavano dall'altro lato della strada, affermarono di non aver visto Platt lasciare l'auto e sparare a Mireles. Comunque si sa per certo che ad un certo punto Platt tirò fuori la rivoltella Dan Wesson di Matix e sparò tre colpi.
Platt tentò di far partire l'auto di Grogan/Dove. Mireles estrasse la sua rivoltella .357 Magnum, si spostò lungo la strada e poi direttamente verso Platt e Matix. Mireles sparò sei colpi ai sospetti. Il primo andò a vuoto, colpendo il dorso del sedile anteriore. Il secondo colpì il finestrino del guidatore e si ruppe; un pezzetto colpì Platt al cuoio capelluto. Il terzo prese Matix in faccia, e si spezzò in due frammenti, ma non causò serie ferite. Il quarto colpì Matix in faccia, vicino all'orbita oculare destra, scendendo attraverso le ossa facciali fino al collo, dove entrò nella colonna vertebrale e recise il midollo spinale. Il quinto colpì Matix in faccia, penetrò mandibola a collo e andò a fermarsi vicino alla spina dorsale. Mireles raggiunse la porta del guidatore, allungò il revolver attraverso il finestrino, e sparò l'ultima pallottola a Platt. Il proiettile penetrò nel torace di Platt e ne lesionò il midollo spinale, ponendo fine allo scontro a fuoco.
La sparatoria aveva coinvolto 10 persone: due sospetti e otto agenti FBI. Di costoro, solo uno, l'agente speciale Manauzzi, non sparò alcun colpo (la sua arma era stata proiettata fuori dall'auto dalla collisione iniziale), e solo uno, l'agente speciale Risner, ne era uscito senza riportare ferite. Il fatto durò meno di cinque minuti e furono esplosi circa 145 colpi.
I test tossicologici rilevarono che la capacità di Platt e Matix di continuare a combattere e ricercare una via di fuga, malgrado le numerose ferite traumatizzanti che avevano sofferto, non era stata propiziata da alcun mezzo chimico. I loro corpi erano negativi per uso di droghe al momento della morte.

## Conseguenze

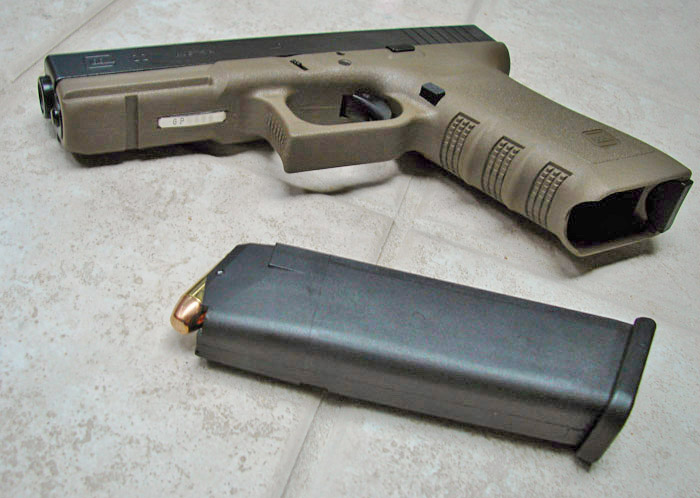
Negli anni 2020, gli agenti FBI sono per lo più equipaggiati con semiautomatiche Glock nelle varianti "22" o "23".

Un'indagine successiva FBI attribuì in parte la morte degli agenti allo scarso potere d'arresto dimostrato dalle loro armi di servizio. Benché alcuni agenti fossero dotati di pistole semiautomatiche 9 mm, la maggior parte aveva rivoltelle, che furono le armi più utilizzate nello scontro. L'FBI iniziò ben presto una ricerca per individuare una cartuccia più potente da assegnare a tutti gli agenti. Constatando la difficoltà di ricaricare una rivoltella nel corso di un conflitto a fuoco, l'FBI precisò che gli agenti dovessero essere armati di pistole semiautomatiche fornite di caricatori mobili "a scatola". Questo incidente contribuì alla tendenza già avviata (militarizzazione della polizia) di far migrare gli organi di polizia USA dai revolver alle semiautomatiche.
Nel prosieguo l'FBI inizialmente scelse la Smith & Wesson Model 1006 in calibro 10 mm Auto, ma il suo vigoroso rinculo era tale che la maggior parte degli agenti non era in grado di controllarla efficacemente; fu quindi sviluppata una carica di lancio a velocità ridotta comunemente detta "10mm Lite" o "10mm FBI".  Poco dopo la Smith & Wesson sviluppò partendo dal 10 mm una cartuccia dal bossolo più corto, la .40 S&W.
Le riflessioni sulla sparatoria posero in evidenza altri problemi. Malgrado che stessero dando la caccia a due criminali violenti che erano noti per le efferatezze già compiute con armi da fuoco, solo in due macchine FBI c'erano fucili a pompa (oltre a Mireles, McNeill aveva un fucile a pompa nell'auto, ma non riuscì a raggiungerlo prima né durante lo scontro), e nessun agente aveva un fucile a canna rigata. Solo due agenti indossavano giubbotti antiproiettile, e l'armatura era quella leggera standard, concepita per difendere dal munizionamento da pistola, non dal .223 Remington sparato dal Mini-14 di Platt. Gli altri agenti impegnati nella perlustrazione avevano nelle vetture armi di appoggio, tra cui fucili a pompa Remington, mitra Heckler & Koch MP5, e fucili M16, ma non arrivarono in tempo sul luogo per intervenire nel conflitto a fuoco.

## Armamento e ferite

### Agenti

#### Uccisi in azione
- Benjamin Grogan: pistola semiautomatica Smith & Wesson Model 459 9 mm, nove colpi sparati. Ucciso da ferita calibro .223 al petto.
- Jerry Dove: pistola semiautomatica Smith & Wesson Model 459 9 mm, più di 20 colpi sparati. Ucciso da due ferite calibro .223 alla testa.

#### Feriti in azione
- Richard Manauzzi: perso il controllo dell'arma nella collisione iniziale, nessun colpo sparato. Ferite lievi da pallettoni di fucile a pompa.[13]
- Gordon McNeill: rivoltella .357 Smith & Wesson 19 (non fornita da FBI, ma il porto delle .357 e delle .38 di proprietà personale poteva essere approvato dai supervisori, lo stesso dicasi per la Smith & Wesson 686 di Mireles), sei cartucce .38 Special +P (a sovrapressione) sparate. Ferito seriamente da pallottole .223 alla mano destra e al collo.
- Edmundo Mireles: fucile a pompa 12 gauge Remington 870, cinque cartucce di pallettoni 00 sparate; rivoltella .357 Magnum; Smith & Wesson 686, sei colpi .38 Special +P sparati. Ferito seriamente all'avambraccio sinistro da un proiettile .223.
- Gilbert Orrantia: rivoltella Smith & Wesson (modello sconosciuto, simile ad una Smith & Wesson 13,[21] che al tempo era una delle armi d'ordinanza) .357, 12 cartucce .38 Special +P sparate. Ferito da schegge e frammenti di un proiettile .223 che lo aveva sfiorato.
- John Hanlon: rivoltella Smith & Wesson 36 .38 Special, cinque cartucce .38 Special +P sparate. Ferito seriamente da proiettili .223 alla mano destra e all'inguine.

#### Illeso
- Ronald Risner: pistola semiautomatica Smith & Wesson 459 9 mm, 14 colpi sparati, rivoltella Smith & Wesson Model 60 .38 Special, una cartuccia .38 Special +P sparata.

### Criminali
- William Matix: fucile a pompa Smith & Wesson Model 3000 12 gauge, sparata una cartuccia di sei disponibili. Ucciso da sei colpi che lo avevano raggiunto.
- Michael Platt: fucile semiautomatico Ruger Mini-14 .223 Remington con calcio pieghevole, almeno 42 cartucce sparate, rivoltella Smith & Wesson Model 586 .357 Magnum, tre cartucce sparate, rivoltella Dan Wesson .357 Magnum, tre cartucce sparate. Ucciso da dodici colpi che lo avevano raggiunto.

## Causa civile
Dopo la sparatoria, le famiglie di Jerry Dove e Benjamin Grogan agirono legalmente per danni contro i patrimoni di Platt e Matix in forza del RICO statute. La domanda fu respinta perché le famiglie non avevano invocato il "tipo di risarcimento per la cui erogazione fu progettato il RICO".

## Commemorazioni
Nel 2001, il villaggio di Pinecrest, Florida, costituito nel 1996, ha reso omaggio ai due agenti caduti denominando una parte della Southwest 82nd Avenue come Agent Benjamin Grogan Avenue e Agent Jerry Dove Avenue. La segnaletica stradale e un cartello storico commemorano l'intitolazione della strada in onore di Grogan e Dove.
Alla memoria di Dove, che era nato in West Virginia, fu intitolata Jerry Dove Drive in Clarksburg (Virginia Occidentale), sede della FBI Criminal Justice Information Services Division. Dove ricevette diplomi dalla West Virginia University e dalla Marshall University.
Nel 2014 l'ufficio locale FBI di Miami si trasferì a Miramar (Florida), dedicando le due torri che costituiscono l'ufficio alla memoria di Dove e Grogan con una cerimonia del 2015.

## Mezzi di comunicazione di massa
- Nel 1988 la NBC produsse il film per la televisione In the Line of Duty: The F.B.I. Murders, che rappresentava le circostanze precedenti e concomitanti alla sparatoria, ed era un capitolo della serie In the Line of Duty prodotta negli anni 1980-1990. Michael Gross impersonava William Matix, e il ruolo di Michael Platt era affidato a David Soul. Ronny Cox rappresentava Ben Grogan, e Jerry Dove era interpretato da Bruce Greenwood.[26]
- Un episodio dell'effimera serie TV FBI: The Untold Stories narrava la storia della sparatoria.[27]
- L'evento è argomento di un episodio della serie Discovery Channel The FBI Files sottotitolata "Firefight", trasmissione originale: marzo 2000.[28]
- Nel 2012 Investigation Discovery trasmise un episodio di Real Vice Miami che racconta dettagliatamente la sparatoria. Rey Hernandez interpretò William Matix e Nestor Lao interpretò Michael Platt. Robb Erwin interpretò Ben Grogan e Jerry Dove fu interpretato da Alexis Aguilar. Il programma contiene il commento in prima persona degli agenti speciali dell'FBI in pensione Gil Orrantia e John Hanlon, entrambi sopravvissuti allo scontro a fuoco.[29]